# Gustav von Fleschuez
Gustav Anton Maria Fleschuez, seit 1870 Ritter von Fleschuez (* 14. Januar 1828 in Augsburg; † 9. Juli 1913 in München) war ein bayerischer General der Kavallerie.

## Leben

### Herkunft
Gustav war ein Sohn des bayerischen Oberstabsarztes Thomas Fleschuez (1781–1863) und dessen Ehefrau Julie, geborene von Harrucker († 1865).

### Militärkarriere
Fleschuez besuchte acht Jahre das Kadettenkorps in München und trat anschließend am 1. August 1846 als Junker in das 3. Infanterie-Regiment „Prinz Karl“ der Bayerischen Armee ein. Unter Beförderung zum Unterleutnant erfolgte Ende März 1848 seine Versetzung in das Infanterie-Leib-Regiment. Er fungierte ab Ende Juli als Bataillonsadjutant, avancierte Ende Februar 1852 zum Oberleutnant und rückte im Mai 1853 zum Regimentsadjutanten auf. Ab Mitte Mai 1855 war Fleschuez Adjutant der 1. Infanterie-Brigade. Mit der Beförderung zum Hauptmann am 30. Mai 1859 wurde er in den Generalquartiermeisterstab versetzt und von Juni bis August 1859 zum Generalkommando „Würzburg“ sowie anschließend zum Generalkommando „Augsburg“ zur Dienstleistung kommandiert. Am 16. September 1863 wurde Fleschuez zum Adjutanten des Generalquartiermeisters Generalleutnant von der Mark ernannt. In dieser Stellung erarbeitete er u. a. „Tabellen über die Leistungsfähigkeit der bayerischen Eisenbahnen für militärische Zwecke“.
Mit dem Beginn des Krieges gegen Preußen kam Fleschuez 1866 als Adjutant zum Chef des Generalstabes der mobilen Armee Generalleutnant von der Tann. Er nahm an allen Gefechten in Süddeutschland teil, wurde für sein tapferes Verhalten belobigt und mit dem Ritterkreuz II. Klasse des Militärverdienstordens ausgezeichnet. Nach der Demobilisierung trat er in seine Friedensstellung zurück und stieg Ende Mai 1868 zum Major auf.
Bei der Mobilmachung anlässlich des Krieges gegen Frankreich wurde Fleschuez Generalstabsoffizier der 4. Infanterie-Division. Nach seiner Teilnahme an der Schlacht bei Weißenburg führte er bei Wörth beim Angriff auf die Höhe von Fröschweiler in kritischer Lage Truppenteile gegen französische Streitkräfte und trug so wesentlich zum Erfolg bei. Für diese Tat wurde er am 2. November 1870 mit dem Ritterkreuz des Militär-Max-Joseph-Ordens beliehen. Damit war die Erhebung in den persönlichen Adelsstand verbunden und er durfte sich nach der Eintragung in die Adelsmatrikel „Ritter von Fleschuez“ nennen. Im weiteren Kriegsverlauf wirkte er bei Sedan, Petit Bicêtre, Châtillon und vor Paris.
Ausgezeichnet mit beiden Klassen des Eisernen Kreuzes wechselte Fleschuez nach dem Friedensschluss am 16. Februar 1872 die Waffengattung. Unter Beförderung zum Oberstleutnant wurde er zunächst in das 3. Chevaulegers-Regiment „Herzog Maximilian“ versetzt und am 3. November 1872 mit der Führung des 2. Ulanen-Regiments „König“ beauftragt. Am 29. April 1873 erfolgte seine Ernennung zum Regimentskommandeur sowie am 4. Dezember 1874 die Beförderung zum Oberst. Unter Stellung à la suite seines Regiments beauftragte man ihn am 24. Juli 1878 mit der Führung 3. Kavallerie-Brigade in Nürnberg. Am 1. Dezember 1878 wurde Fleschuez Kommandeur dieser Brigade, avancierte Mitte August 1879 zum Generalmajor und erhielt ein Jahr später das Komturkreuz des Militärverdienstordens. Nach seiner Beförderung zum Generalleutnant am 15. September 1886 erhielt er im November 1886 den preußischen Kronen-Orden II. Klasse mit Stern und wurde am 4. März 1887 zum Präsidenten des General-Auditoriats ernannt. Prinzregent Luitpold verlieh ihm am 29. Oktober 1890 den Charakter als General der Kavallerie. In Genehmigung seines Abschiedsgesuches wurde Fleschuez am 8. Juni 1892 mit Pension zur Disposition gestellt.
Anlässlich des hundertjährigen Bestehens des Militär-Max-Joseph-Ordens erhob ihn Prinzregent Luitpold am 1. März 1906 unter Vorbehalt des ihm für seine Person bereits zustehenden Adelsranges als Ritter in den erblichen bayerischen Adelsstand. Seinen Feldzugsäbel, die Epauletten und Ordensschnalle stiftete Fleschuez dem Armeemuseum.

### Familie
Fleschuez hatte sich am 21. Oktober 1856 in München mit Karoline Biergans (1833–1913) verheiratet. Aus der Ehe gingen der bayerische Oberstleutnant Ferdinand (* 1862) und die Tochter Julia (* 1864) hervor.